# Grajal de Campos (kommunhuvudort)
Grajal de Campos är en kommunhuvudort i Spanien.   Den ligger i provinsen Provincia de León och regionen Kastilien och Leon, i den norra delen av landet, 240 km nordväst om huvudstaden Madrid. Grajal de Campos ligger 805 meter över havet och antalet invånare är 275.
Terrängen runt Grajal de Campos är platt. Runt Grajal de Campos är det glesbefolkat, med 11 invånare per kvadratkilometer. Närmaste större samhälle är Sahagún, 5,6 km norr om Grajal de Campos. Trakten runt Grajal de Campos består till största delen av jordbruksmark.